# Artemisia younghusbandii
Artemisia younghusbandii là một loài thực vật có hoa trong họ Cúc. Loài này được J.R.Drumm. ex Pamp. mô tả khoa học đầu tiên năm 1927.